# UEFA Europa Conference League 2023-2024 (fase a gironi)
La fase a gironi della UEFA Europa Conference League 2023-2024 si è disputata tra il 20 settembre e il 14 dicembre 2023. Hanno partecipato a questa fase della competizione 32 club: 16 di essi si sono qualificati alla successiva fase a eliminazione diretta, che condurrà alla finale di Atene del 29 maggio 2024.

## Date
| Fase          | Sorteggio                                  | Turno            | Data                 |
| ------------- | ------------------------------------------ | ---------------- | -------------------- |
| Fase a gironi | 1º settembre 2023, ore 14:30 CEST (Monaco) | Prima giornata   | 20-21 settembre 2023 |
| Fase a gironi | 1º settembre 2023, ore 14:30 CEST (Monaco) | Seconda giornata | 5 ottobre 2023       |
| Fase a gironi | 1º settembre 2023, ore 14:30 CEST (Monaco) | Terza giornata   | 26 ottobre 2023      |
| Fase a gironi | 1º settembre 2023, ore 14:30 CEST (Monaco) | Quarta giornata  | 9 novembre 2023      |
| Fase a gironi | 1º settembre 2023, ore 14:30 CEST (Monaco) | Quinta giornata  | 30 novembre 2023     |
| Fase a gironi | 1º settembre 2023, ore 14:30 CEST (Monaco) | Sesta giornata   | 14 dicembre 2023     |

## Formato
In ogni gruppo le squadre si affrontano secondo la formula del girone all'italiana. La prima classificata di ciascun gruppo accede agli ottavi di finale della fase a eliminazione diretta. La seconda classificata accede agli spareggi della fase a eliminazione diretta. La terza e la quarta classificata sono eliminate.
Nel caso che due o più squadre finiscano a pari punti nel girone, vengono adottati i seguenti criteri in ordine di importanza per stabilire le posizioni nella classifica finale del gruppo:
1. Il maggior numero di punti ottenuti negli scontri diretti fra le squadre finite a pari punti;
2. Nel caso di ulteriore parità: la migliore differenza reti negli scontri diretti fra le squadre finite a pari punti;
3. Nel caso di ulteriore parità: il maggior numero di reti segnate negli scontri diretti fra le squadre finite a pari punti;
4. Nel caso di ulteriore parità si prendono in esame tutte le partite disputate nel gruppo, comprese quelle con le squadre che non sono finite a pari punti;
5. La migliore differenza reti in tutte le partite disputate nel gruppo;
6. Nel caso di ulteriore parità: il maggior numero di reti segnate in tutte le partite disputate nel gruppo;
7. Nel caso di ulteriore parità: il maggior numero di reti segnate in tutte le partite disputate fuori casa nel gruppo;
8. Nel caso di ulteriore parità: il maggior numero di vittorie conseguite in tutte le partite disputate nel gruppo;
9. Nel caso di ulteriore parità: il maggior numero di vittorie conseguite in tutte le partite disputate fuori casa nel gruppo;
10. Nel caso di ulteriore parità avranno una migliore classifica le squadre con meno punti di penalità derivanti dai cartellini gialli e rossi ricevuti durante le partite della fase a gironi: 3 punti per ogni cartellino rosso, 1 punto per ogni cartellino giallo e 3 punti per l'espulsione dovuta a due cartellini gialli;
11. Nel caso di ulteriore parità avranno una migliore classifica le squadre con il miglior coefficiente UEFA.

## Squadre
| Legenda                                                                      |
| ---------------------------------------------------------------------------- |
| Primi classificati (agli ottavi di finale della fase a eliminazione diretta) |
| Secondi classificati (agli spareggi della fase a eliminazione diretta)       |
| Terzi e quarti classificati (eliminati)                                      |

| Squadre               | Coeff  |
| Urna 1                | Urna 1 |
| --------------------- | ------ |
| Eintracht Francoforte | 77.000 |
| Dinamo Zagabria       | 55.000 |
| Club Bruges           | 54.000 |
| AZ Alkmaar            | 47.500 |
| Gent                  | 37.500 |
| Fenerbahçe            | 30.000 |
| Lilla                 | 30.000 |
| Ferencváros           | 27.000 |

| Squadre           | Coeff  |
| Urna 2            | Urna 2 |
| ----------------- | ------ |
| PAOK              | 25.000 |
| Slovan Bratislava | 24.500 |
| Maccabi Tel Aviv  | 24.000 |
| Viktoria Plzeň    | 22.000 |
| Aston Villa       | 21.914 |
| Ludogorec         | 21.000 |
| Fiorentina        | 20.000 |
| Bodø/Glimt        | 20.000 |

| Squadre         | Coeff  |
| Urna 3          | Urna 3 |
| --------------- | ------ |
| Genk            | 18.000 |
| Zorja           | 16.000 |
| Astana          | 14.000 |
| Beşiktaş        | 14.000 |
| HJK             | 11.000 |
| Legia Varsavia  | 11.000 |
| Spartak Trnava  | 10.500 |
| Olimpia Lubiana | 9.000  |

| Squadre         | Coeff  |
| Urna 4          | Urna 4 |
| --------------- | ------ |
| Zrinjski Mostar | 8.500  |
| KÍ Klaksvík     | 8.000  |
| Aberdeen        | 8.000  |
| Čukarički       | 6.475  |
| Lugano          | 6.335  |
| Breiðablik      | 6.000  |
| Nordsjælland    | 5.565  |
| Ballkani        | 3.000  |

## Sorteggio
| Gruppo | 1ª fascia             | 2ª fascia         | 3ª fascia       | 4ª fascia       |
| ------ | --------------------- | ----------------- | --------------- | --------------- |
| A      | Lilla                 | Slovan Bratislava | Olimpia Lubiana | KÍ Klaksvík     |
| B      | Gent                  | Maccabi Tel Aviv  | Zorja           | Breiðablik      |
| C      | Dinamo Zagabria       | Viktoria Plzeň    | Astana          | Ballkani        |
| D      | Club Bruges           | Bodø/Glimt        | Beşiktaş        | Lugano          |
| E      | AZ Alkmaar            | Aston Villa       | Legia Varsavia  | Zrinjski Mostar |
| F      | Ferencváros           | Fiorentina        | Genk            | Čukarički       |
| G      | Eintracht Francoforte | PAOK              | HJK             | Aberdeen        |
| H      | Fenerbahçe            | Ludogorec         | Spartak Trnava  | Nordsjælland    |

## Risultati

### Gruppo A
| Squadra           | Pt | G | V | N | P | GF | GS | DG |
| ----------------- | -- | - | - | - | - | -- | -- | -- |
| Lilla             | 14 | 6 | 4 | 2 | 0 | 10 | 2  | +8 |
| Slovan Bratislava | 10 | 6 | 3 | 1 | 2 | 8  | 7  | +1 |
| Olimpia Lubiana   | 6  | 6 | 2 | 0 | 4 | 4  | 9  | -5 |
| KÍ Klaksvík       | 4  | 6 | 1 | 1 | 4 | 5  | 9  | -4 |

| Arbitro: | Joey Kooij |

|                               |           |  |
| David 43’ (rig.) Yazıcı 90+4’ | Marcatori |  |

| Arbitro: | Christian-Petru Ciochirca |

|                      |           |              |
| Weiss 54’ Čavrić 74’ | Marcatori | 49’ Pavlović |

| Arbitro: | Anastasios Sidīropoulos |

|  |           |                   |
|  | Marcatori | 55’ (rig.) Čavrić |

| Tórshavn 5 ottobre 2023, ore 18:45 CEST 2ª giornata | KÍ Klaksvík    | 0 – 0 referto | Lilla | Tórsvøllur (2 191 spett.)\| Arbitro: \| Elchin Masiyev \| |
| Arbitro:                                            | Elchin Masiyev |               |       |                                                           |

| Arbitro: | Luca Pairetto |

|                        |           |            |
| Yazıcı 68’ Cabella 82’ | Marcatori | 23’ Čavrić |

| Arbitro: | Harm Osmers |

|                                             |           |  |
| Joensen 30’ Klettskarð 44’ J. Andreasen 54’ | Marcatori |  |

| Arbitro: | Gergő Bogár |

|            |           |           |
| Čavrić 81’ | Marcatori | 53’ Gomes |

| Arbitro: | Trustin Farrugia |

|                       |           |  |
| Sualehe 84’ Nukić 88’ | Marcatori |  |

| Arbitro: | Sven Jablonski |

|  |           |                        |
|  | Marcatori | 15’ Cabella 75’ Yazıcı |

| Arbitro: | Kristo Tohver |

|               |           |                |
| Mikkelsen 17’ | Marcatori | 24’, 62’ Kucka |

| Arbitro: | Arda Kardeşler |

|              |           |                      |
| Blackman 27’ | Marcatori | 17’, 58’ Pedro Lucas |

| Arbitro: | António Nobre |

|                                                          |           |  |
| Yazıcı 29’ (rig.) Gomes 87’ (rig.) Zhegrova 90+6’ (rig.) | Marcatori |  |

### Gruppo B
| Squadra          | Pt | G | V | N | P | GF | GS | DG  |
| ---------------- | -- | - | - | - | - | -- | -- | --- |
| Maccabi Tel Aviv | 15 | 6 | 5 | 0 | 1 | 14 | 9  | +5  |
| Gent             | 13 | 6 | 4 | 1 | 1 | 16 | 7  | +9  |
| Zorja            | 7  | 6 | 2 | 1 | 3 | 10 | 11 | -1  |
| Breiðablik       | 0  | 6 | 0 | 0 | 6 | 5  | 18 | -13 |

| Arbitro: | Vitālijs Spasjoņņikovs |

|                                |           |                |
| Maçon 11’ Zahavi 24’ Biton 32’ | Marcatori | 44’, 55’ Olsen |

| Arbitro: | Daniele Chiffi |

|              |           |             |
| Guerrero 70’ | Marcatori | 67’ Cuypers |

| Arbitro: | Aleksandar Stavrev |

|  |           |             |
|  | Marcatori | 35’ Horbach |

| Arbitro: | Abdulkadir Bitigen |

|                              |           |  |
| Tissoudali 39’, 90+2’ (rig.) | Marcatori |  |

| Arbitro: | Robertas Valikonis |

|                                                         |           |  |
| Gandelman 10’ Cuypers 15’, 19’ Tissoudali 43’ Orban 69’ | Marcatori |  |

| Arbitro: | Julian Weinberger |

|                      |           |                           |
| Svanþórsson 16’, 18’ | Marcatori | 6’, 54’ (rig.), 69’ Orban |

| Arbitro: | John Beaton |

|                |           |                              |
| Alefirenko 74’ | Marcatori | 7’ Luckassen 26’, 43’ Peretz |

| Arbitro: | Lukas Fähndrich |

|                              |           |                          |
| Zahavi 45+2’ Peretz 46’, 60’ | Marcatori | 71’ Guerrero 88’ Horbach |

| Arbitro: | Luka Bilbija |

|                |           |                      |
| Eyjólfsson 61’ | Marcatori | 35’ Biton 82’ Zahavi |

| Arbitro: | Evangelos Manouchos |

|                                                       |           |               |
| Fofana 20’ Batahov 49’ (aut.) Orban 55’ Gandelman 75’ | Marcatori | 82’ Nahnoynyi |

| Arbitro: | Jesús Gil Manzano |

|                                |           |             |
| Kanichowsky 9’ Zahavi 24’, 61’ | Marcatori | 49’ De Sart |

| Arbitro: | Tomas Klima |

|                                                        |           |  |
| Guerrero 2’ Muminovic 11’ (aut.) Mićin 19’ Horbach 76’ | Marcatori |  |

### Gruppo C
| Squadra         | Pt | G | V | N | P | GF | GS | DG |
| --------------- | -- | - | - | - | - | -- | -- | -- |
| Viktoria Plzeň  | 18 | 6 | 6 | 0 | 0 | 9  | 1  | +8 |
| Dinamo Zagabria | 9  | 6 | 3 | 0 | 3 | 10 | 5  | +5 |
| Astana          | 4  | 6 | 1 | 1 | 4 | 4  | 13 | -9 |
| Ballkani        | 4  | 6 | 1 | 1 | 4 | 3  | 7  | -4 |

| Arbitro: | Damian Sylwestrzak |

|             |           |  |
| Kalvach 73’ | Marcatori |  |

| Arbitro: | Paweł Raczkowski |

|                                                                     |           |                  |
| Petković 43’ (rig.), 53’ (rig.) Bulat 58’ Marin 85’ Halilović 90+3’ | Marcatori | 78’ Hovhannisyan |

| Arbitro: | Gustavo Correia |

|             |           |                     |
| Tomasov 51’ | Marcatori | 54’ Chorý 57’ Kopic |

| Arbitro: | Atilla Karaoğlan |

|                        |           |  |
| Kryeziu 44’ Hamidi 83’ | Marcatori |  |

| Arbitro: | Vassilis Fotias |

|        |           |                                |
| Kuč 8’ | Marcatori | 7’ Hovhannisyan 23’ Beýsebekov |

| Arbitro: | Robert Jones |

|  |           |                  |
|  | Marcatori | 69’ (rig.) Chorý |

| Astana 9 novembre 2023, ore 16:30 CET 4ª giornata | Astana       | 0 – 0 referto | Ballkani | Astana Arena (15 337 spett.)\| Arbitro: \| Balázs Berke \| |
| Arbitro:                                          | Balázs Berke |               |          |                                                            |

| Arbitro: | Anastasios Sidīropoulos |

|                  |           |  |
| Chorý 35’ (rig.) | Marcatori |  |

| Arbitro: | John Beaton |

|  |           |                        |
|  | Marcatori | 48’ Vidović 79’ Kaneko |

| Arbitro: | Marian Barbu |

|  |           |          |
|  | Marcatori | 81’ Šulc |

| Arbitro: | Willy Delajod |

|                                |           |  |
| Vlkanova 58’ Mosquera 67’, 82’ | Marcatori |  |

| Arbitro: | Ricardo de Burgos Bengoetxea |

|                                    |           |  |
| Perić 69’ Petković 72’, 77’ (rig.) | Marcatori |  |

### Gruppo D
| Squadra     | Pt | G | V | N | P | GF | GS | DG  |
| ----------- | -- | - | - | - | - | -- | -- | --- |
| Club Bruges | 16 | 6 | 5 | 1 | 0 | 15 | 3  | +12 |
| Bodø/Glimt  | 10 | 6 | 3 | 1 | 2 | 11 | 8  | +3  |
| Beşiktaş    | 4  | 6 | 1 | 1 | 4 | 7  | 14 | -7  |
| Lugano      | 4  | 6 | 1 | 1 | 4 | 6  | 14 | -8  |

| Arbitro: | Aljaksej Kul'bakoŭ |

|             |           |           |
| Vanaken 77’ | Marcatori | 88’ Tosun |

| Zurigo 21 settembre 2023, ore 21:00 CEST 1ª giornata | Lugano      | 0 – 0 referto | Bodø/Glimt | Stadio Letzigrund (1 384 spett.)\| Arbitro: \| David Smajc \| |
| Arbitro:                                             | David Smajc |               |            |                                                               |

| Arbitro: | Ondřej Berka |

|  |           |             |
|  | Marcatori | 20’ Vanaken |

| Arbitro: | David Fuxman |

|                    |           |                                         |
| Aboubakar 38’, 52’ | Marcatori | 81’ Aliseda 86’ Vladi 90’ (aut.) Bailly |

| Arbitro: | Ovidiu Hațegan |

|           |           |                                        |
| Vladi 74’ | Marcatori | 15’ Balanta 50’ Skov Olsen 87’ Vanaken |

| Arbitro: | Nenad Minaković |

|                                       |           |                  |
| Grønbæk 29’ Moumbagna 58’ Saltnes 87’ | Marcatori | 90+1’ (aut.) Moe |

| Arbitro: | Sander van der Eijk |

|            |           |                    |
| Bingöl 64’ | Marcatori | 38’, 49’ Moumbagna |

| Arbitro: | Tamás Bognár |

|                                 |           |  |
| Thiago 62’ (rig.) Vanaken 90+6’ | Marcatori |  |

| Arbitro: | Dario Bel |

|                                                           |           |                     |
| Pellegrino 40’, 78’ Sondre Fet 52’ Berg 65’ Kapskarmo 88’ | Marcatori | 69’ Celar 86’ Babić |

| Arbitro: | David Šmajc |

|  |           |                                                        |
|  | Marcatori | 4’ Nielsen 14’, 46’ Thiago 50’ Onyedika 70’ Skov Olsen |

| Arbitro: | Anastasios Papapetrou |

|                                 |           |                       |
| Nusa 26’ Thiago 58’ Mechele 89’ | Marcatori | 57’ (rig.) Pellegrino |

| Arbitro: | Paweł Raczkowski |

|  |           |                     |
|  | Marcatori | 36’ Tosun 88’ Terzi |

### Gruppo E
| Squadra         | Pt | G | V | N | P | GF | GS | DG |
| --------------- | -- | - | - | - | - | -- | -- | -- |
| Aston Villa     | 13 | 6 | 4 | 1 | 1 | 12 | 7  | +5 |
| Legia Varsavia  | 12 | 6 | 4 | 0 | 2 | 10 | 6  | +4 |
| AZ Alkmaar      | 6  | 6 | 2 | 0 | 4 | 7  | 12 | -5 |
| Zrinjski Mostar | 4  | 6 | 1 | 1 | 4 | 6  | 10 | -4 |

| Arbitro: | Evangelos Manouchos |

|                          |           |                    |
| Wszołek 3’ Muçi 26’, 51’ | Marcatori | 6’ Durán 38’ Digne |

| Arbitro: | Donald Robertson |

|                                           |           |                                          |
| Kožulj 48’, 81’ Ćorluka 68’ Hrvanović 71’ | Marcatori | 10’ Van Brederode 32’ Mijnans 44’ De Wit |

| Arbitro: | Nenad Minaković |

|              |           |  |
| Paulidīs 52’ | Marcatori |  |

| Arbitro: | Urs Schnyder |

|              |           |  |
| McGinn 90+4’ | Marcatori |  |

| Arbitro: | Sven Jablonski |

|           |           |                                                 |
| Sadiq 65’ | Marcatori | 13’ Bailey 23’ Tielemans 51’ Watkins 56’ McGinn |

| Arbitro: | Andrei Chivulete |

|             |           |                                   |
| Bilbija 30’ | Marcatori | 32’ (aut.) Jakovljević 62’ Kramer |

| Arbitro: | Ricardo de Burgos Bengoetxea |

|                                  |           |  |
| Augustyniak 14’ Josué 30’ (rig.) | Marcatori |  |

| Arbitro: | Luís Godinho |

|                              |           |              |
| Diego Carlos 61’ Watkins 81’ | Marcatori | 52’ Paulidīs |

| Arbitro: | Oleksii Derevinskyi |

|                     |           |  |
| Paulidīs 59’ (rig.) | Marcatori |  |

| Arbitro: | Marco Di Bello |

|                     |           |          |
| Diaby 4’ Moreno 58’ | Marcatori | 20’ Muçi |

| Arbitro: | Harald Lechner |

|                        |           |  |
| Ribeiro 34’ Kramer 81’ | Marcatori |  |

| Arbitro: | Balázs Berke |

|                 |           |             |
| Malekinušić 87’ | Marcatori | 61’ Zaniolo |

### Gruppo F
| Squadra     | Pt | G | V | N | P | GF | GS | DG  |
| ----------- | -- | - | - | - | - | -- | -- | --- |
| Fiorentina  | 12 | 6 | 3 | 3 | 0 | 14 | 6  | +8  |
| Ferencváros | 10 | 6 | 2 | 4 | 0 | 9  | 6  | +3  |
| Genk        | 9  | 6 | 2 | 3 | 1 | 8  | 5  | +3  |
| Čukarički   | 0  | 6 | 0 | 0 | 6 | 2  | 16 | -14 |

| Arbitro: | Jérémie Pignard |

|                         |           |                 |
| Zeqiri 12’ McKenzie 85’ | Marcatori | 7’, 23’ Ranieri |

| Arbitro: | Guillermo Cuadra Fernández |

|                                        |           |              |
| Varga 44’ (rig.) Owusu 45+7’ Pešić 79’ | Marcatori | 26’ Ivanović |

| Arbitro: | Daniel Schlager |

|                       |           |                        |
| Barák 66’ Ikoné 90+3’ | Marcatori | 25’ B. Varga 50’ Cissé |

| Arbitro: | Adam Ladebäck |

|  |           |                                |
|  | Marcatori | 10’ Heynen 21’ (rig.) Paintsil |

| Genk 26 ottobre 2023, ore 21:00 CEST 3ª giornata | Genk               | 0 – 0 referto | Ferencváros | Luminus Arena (10 597 spett.)\| Arbitro: \| Aleksandar Stavrev \| |
| Arbitro:                                         | Aleksandar Stavrev |               |             |                                                                   |

| Arbitro: | Chrysovalantis Theouli |

|                                                                    |           |  |
| Beltrán 6’, 10’ Ikoné 29’ Sottil 65’ Martínez Quarta 73’ Lopez 83’ | Marcatori |  |

| Arbitro: | Aljaksej Kul'bakoŭ |

|           |           |           |
| Pešić 48’ | Marcatori | 62’ Muñoz |

| Arbitro: | Robert Schröder |

|  |           |                 |
|  | Marcatori | 8’ (rig.) Nzola |

| Arbitro: | Joey Kooij |

|                                           |           |             |
| Martínez Quarta 45+4’ González 82’ (rig.) | Marcatori | 45’ Kayembe |

| Arbitro: | Mohammed Al-Emara |

|           |           |                              |
| Adžić 11’ | Marcatori | 83’ Zachariassen 90+8’ Pešić |

| Arbitro: | Trustin Farrugia Cann |

|                         |           |  |
| Heynen 21’ Paintsil 57’ | Marcatori |  |

| Arbitro: | Luís Godinho |

|                  |           |             |
| Zachariassen 48’ | Marcatori | 73’ Ranieri |

### Gruppo G
| Squadra               | Pt | G | V | N | P | GF | GS | DG  |
| --------------------- | -- | - | - | - | - | -- | -- | --- |
| PAOK                  | 16 | 6 | 5 | 1 | 0 | 16 | 10 | +6  |
| Eintracht Francoforte | 9  | 6 | 3 | 0 | 3 | 11 | 7  | +4  |
| Aberdeen              | 6  | 6 | 1 | 3 | 2 | 10 | 10 | 0   |
| HJK                   | 2  | 6 | 0 | 2 | 4 | 7  | 17 | -10 |

| Arbitro: | Chrysovalantis Theouli |

|                              |           |             |
| Marmoush 11’ (rig.) Koch 61’ | Marcatori | 22’ Polvara |

| Arbitro: | Marian Alexandru Barbu |

|                                  |           |                                            |
| Bandé 35’ Radulović 90+9’ (rig.) | Marcatori | 55’ Koulierakīs 81’ Despodov 90+4’ Brandon |

| Arbitro: | Simone Sozza |

|                                   |           |              |
| A. Živković 28’ Koulierakīs 90+2’ | Marcatori | 68’ Marmoush |

| Arbitro: | Daniel Stefański |

|             |           |               |
| Miovski 79’ | Marcatori | 59’ Radulović |

| Arbitro: | Viktor Kopiievskyi |

|                                                                         |           |  |
| Dina Ebimbe 12’ (rig.), 89’ Koch 27’ Marmoush 31’ Tuta 45+3’ Skhiri 55’ | Marcatori |  |

| Arbitro: | Sebastian Gishamer |

|                         |           |                                                |
| Miovski 50’ Polvara 58’ | Marcatori | 73’ Despodov 84’ Vieirinha 90+6’ (rig.) Schwab |

| Arbitro: | Juxhin Xhaja |

|                        |           |                     |
| Taison 23’ Samatta 67’ | Marcatori | 14’ Duk 70’ McGrath |

| Arbitro: | Pierre Gaillouste |

|  |           |            |
|  | Marcatori | 31’ Chaïbi |

| Arbitro: | Genc Nuza |

|                        |           |                       |
| Bandé 16’ Hostikka 33’ | Marcatori | 41’ MacDonald 56’ Duk |

| Arbitro: | Damian Sylwestrzak |

|              |           |                           |
| Marmoush 58’ | Marcatori | 55’ Kędziora 73’ Živković |

| Arbitro: | Giorgi Kruashvili |

|                                                         |           |                                   |
| Ozdoev 37’ Kōnstantelias 47’ Toivio 53’ (aut.) Murg 85’ | Marcatori | 6’ Radulović 90+2’ (rig.) Hetemaj |

| Arbitro: | Miguel Nogueira |

|                    |           |  |
| Duk 41’ Sokler 74’ | Marcatori |  |

### Gruppo H
| Squadra        | Pt | G | V | N | P | GF | GS | DG  |
| -------------- | -- | - | - | - | - | -- | -- | --- |
| Fenerbahçe     | 12 | 6 | 4 | 0 | 2 | 13 | 11 | +2  |
| Ludogorec      | 12 | 6 | 4 | 0 | 2 | 11 | 11 | 0   |
| Nordsjælland   | 10 | 6 | 3 | 1 | 2 | 17 | 7  | +10 |
| Spartak Trnava | 1  | 6 | 0 | 1 | 5 | 3  | 15 | -12 |

| Arbitro: | Genc Nuza |

|                                             |           |  |
| Jordanov 46’ Piotrowski 50’, 63’ Rwan 90+4’ | Marcatori |  |

| Arbitro: | Gergő Bogár |

|                                   |           |               |
| Crespo 24’ Batshuayi 30’ Aziz 47’ | Marcatori | 55’ Villadsen |

| Arbitro: | Juxhin Xhaja |

|                                                                                          |           |                  |
| Ingvartsen 2’ (rig.) Osman 11’ Tverskov 31’ Nygren 32’, 74’ Son 68’ (aut.) Rasmussen 86’ | Marcatori | 9’ (rig.) Verdon |

| Arbitro: | Sascha Stegemann |

|           |           |               |
| Ofori 88’ | Marcatori | 70’, 81’ King |

| Arbitro: | Guillermo Cuadra Fernández |

|                               |           |                  |
| Batshuayi 42’ Zajc 52’, 90+3’ | Marcatori | 65’ (aut.) Becão |

| Arbitro: | Allard Lindhout |

|  |           |                                |
|  | Marcatori | 36’ Jensen-Abbew 48’ Rasmussen |

| Arbitro: | Mohammed Al-Emara |

|                       |           |           |
| Ingvartsen 32’ (rig.) | Marcatori | 61’ Ďuriš |

| Arbitro: | Ondřej Berka |

|                           |           |  |
| Piotrowski 18’ Rwan 90+2’ | Marcatori |  |

| Arbitro: | Jérémie Pignard |

|                                                         |           |               |
| Hey 21’ Svensson 25’ Nygren 55’, 75’, 84’ Rasmussen 66’ | Marcatori | 43’ Batshuayi |

| Arbitro: | Vitālijs Spasjoņņikovs |

|            |           |                        |
| Daniel 78’ | Marcatori | 74’ Duah 90+5’ Tissera |

| Arbitro: | Ovidiu Haţegan |

|                |           |  |
| Piotrowski 79’ | Marcatori |  |

| Arbitro: | Aleksandar Stavrev |

|                                              |           |  |
| Kadıoğlu 36’ Takáč 48’ (aut.) Džeko 59’, 61’ | Marcatori |  |